# Kleinkatzbach
Kleinkatzbach ist ein Ortsteil der Stadt Dorfen im oberbayerischen Landkreis Erding. Der Weiler liegt circa zweieinhalb Kilometer nordöstlich von Dorfen.

## Baudenkmäler
Siehe auch: Liste der Baudenkmäler in Kleinkatzbach
- Katholische Filialkirche St. Andreas